# Erik Bue Pedersen
Erik Bue Pedersen (født 22. januar 1952 i Lystrup, Aarhus) er en tidligere dansk håndboldspiller som deltog under Sommer-OL 1980.
På klubplan spillede han for Skovbakken i Århus. Han debuterede for det danske landshold i November 1973 mod Sovjetunionen.
I 1980 var han med på Danmarks håndboldlandshold som endte på en niendeplads under Sommer-OL. Han spillede i fire kampe og scorede fire mål.
I alt spillede han 70 kampe for det danske landshold, hvori han scorede 122 mål. Hans sidste landskamp var i 1980.